# Leucochrysa pallescens
Leucochrysa pallescens är en insektsart som först beskrevs av Banks 1946.  Leucochrysa pallescens ingår i släktet Leucochrysa och familjen guldögonsländor. Inga underarter finns listade i Catalogue of Life.